# Koillinen suurpiiri
Koillinen  suurpiiri (en suédois : Nordöstra stordistriktet, en français : Superdistrict Nord-Est) est le superdistrict numéro 5 du Nord-Est d'Helsinki, la capitale de la Finlande. 
Sa population est de 90 422 habitants et sa superficie de 36,5 km2.
Ce superdistrict est aussi nommé Matapupu qui est l'acronyme construit à partir des noms Malmi, Tapanila, Pukinmäki et Puistola.